# Farsta torg

Farsta torg är ett torg i Farsta Centrum, stadsdelen Farsta i Söderort inom Stockholms kommun.
Farsta torg anlades som en italiensk piazza i samband med byggandet av Farsta Centrum och invigdes den 23 oktober 1960. Det långsmala torget mäter 180×100 meter samt sidogator och har en konvex form som kan ha inspirerats av Piazza delle Erbe i Verona. Arkitekterna  Backström & Reinius svarade för utformningen.
På torget är det torghandel de flesta dagar i veckan, bland annat med frukt och blommor. Runt torget fanns affärshus, butiker och varuhus, bland annat Nordiska Kompaniet, Kvickly (senare omdöpt till Domus) och Tempo (senare omdöpt till Åhléns). Av varuhusen finns idag (2008) bara Åhléns kvar. Torgets sydvästra del överbyggdes år 2000 med en förbindelsebyggnad mellan det gamla NK- och Tempohuset.
På torget finns fontänskulpturen Farstafontänen, av Per-Erik Willö från 1960 och i torgets nordöstra del fanns en plaskdamm, som är numera överdäckad. 

## Bilder

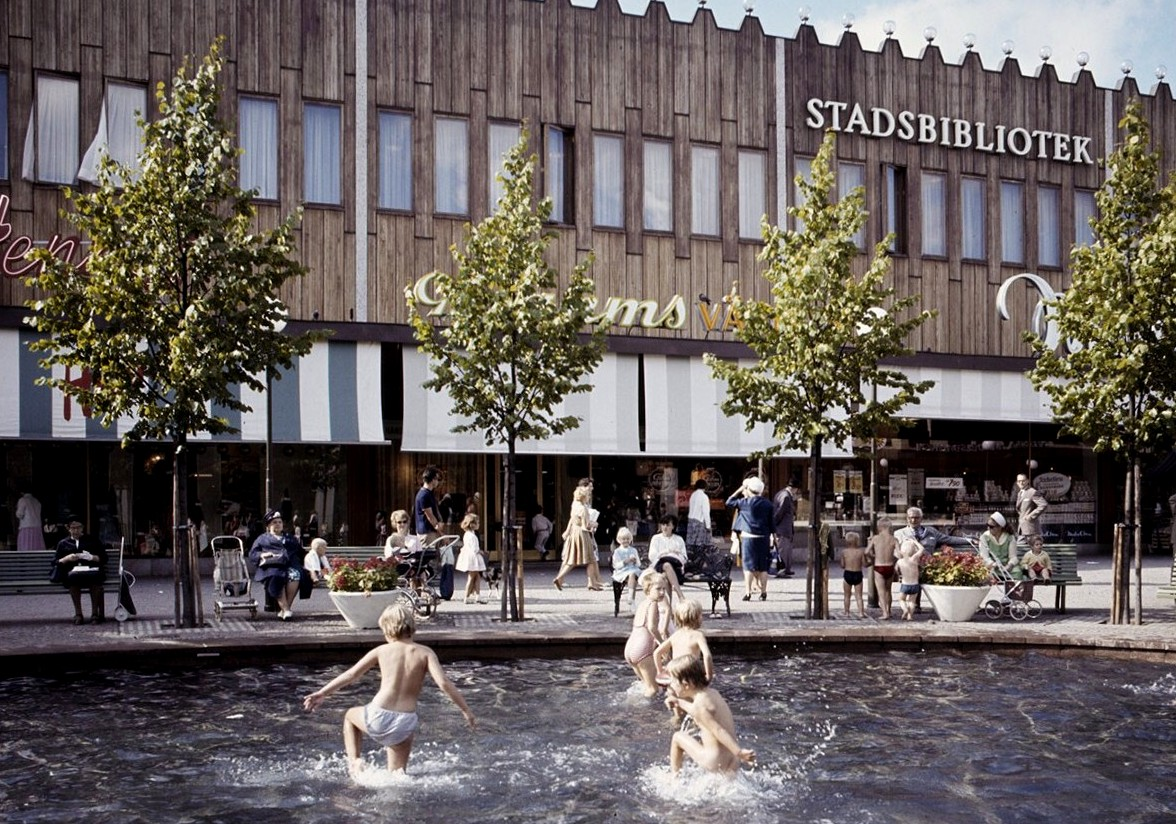
Bad i plaskdammen 1961
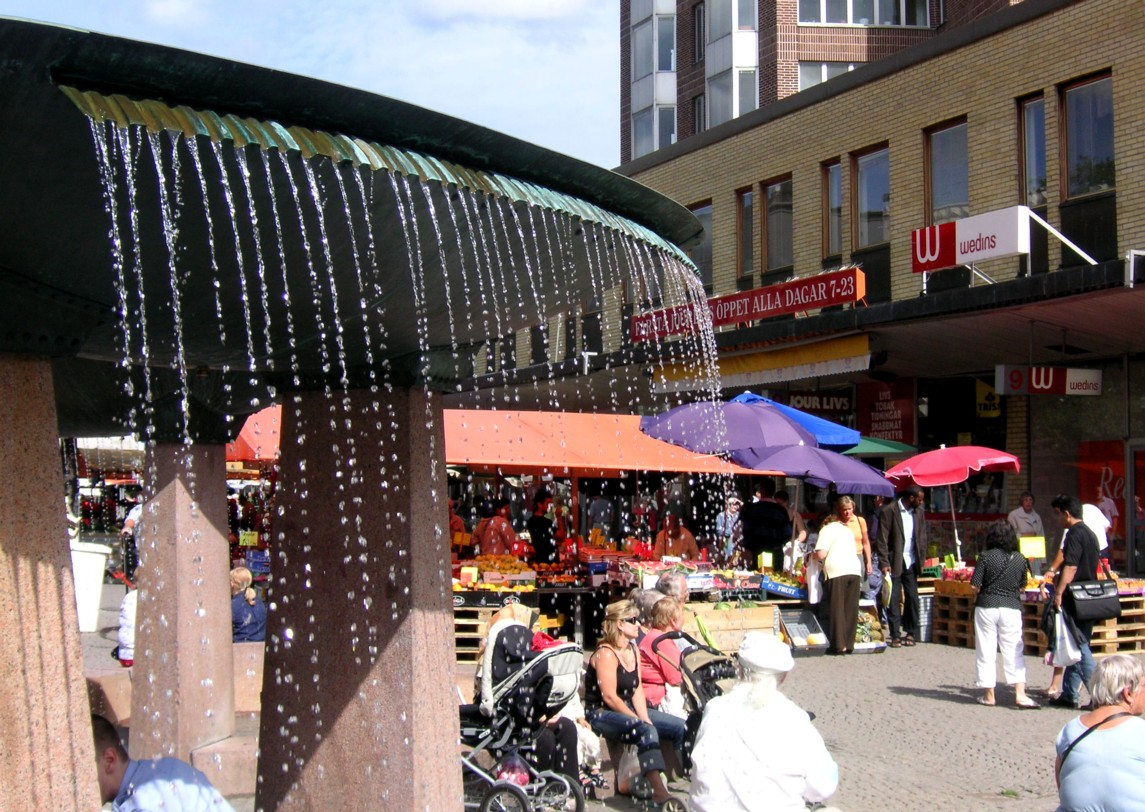
Farstafontänen 2007
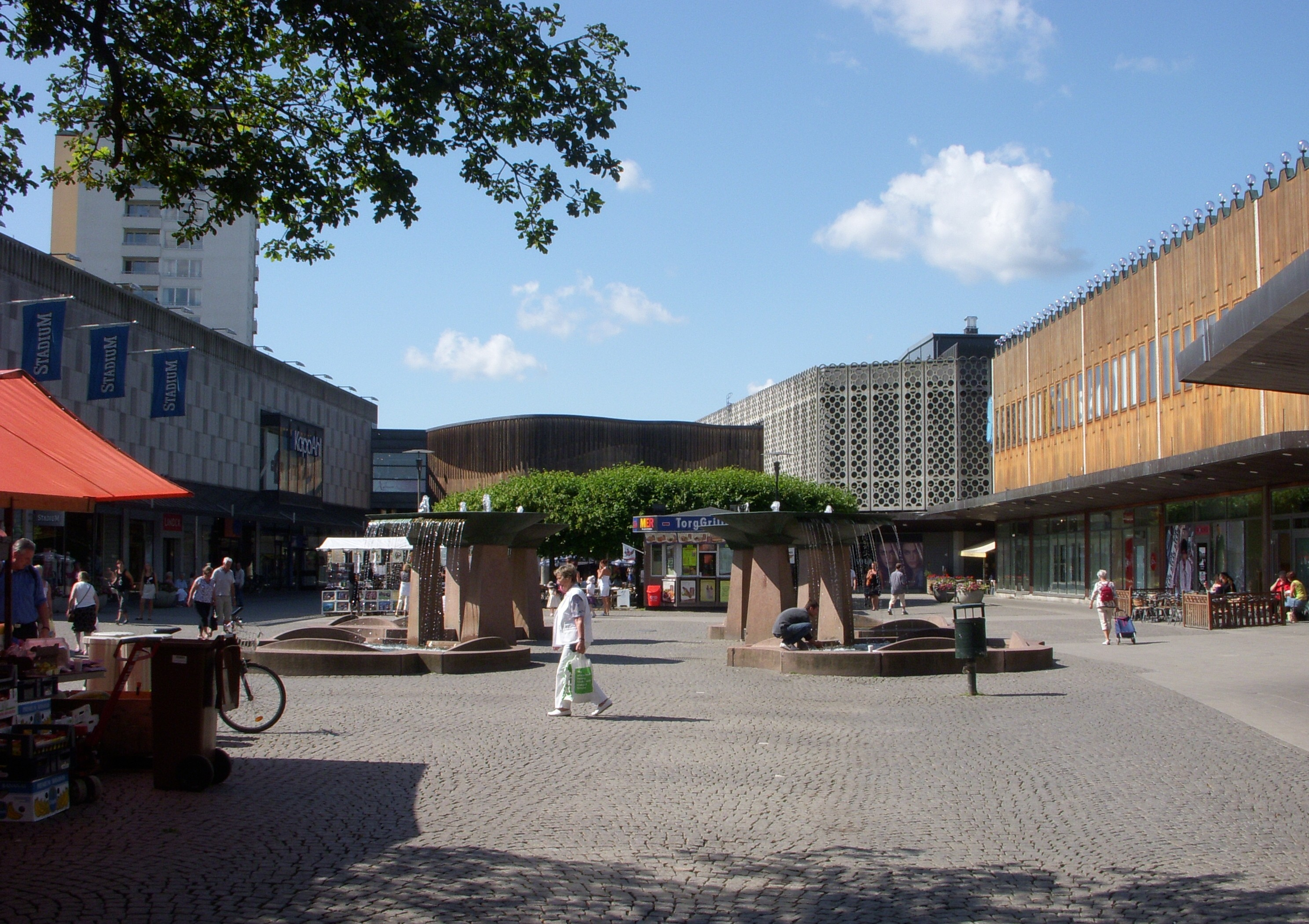
Farsta torg 2009
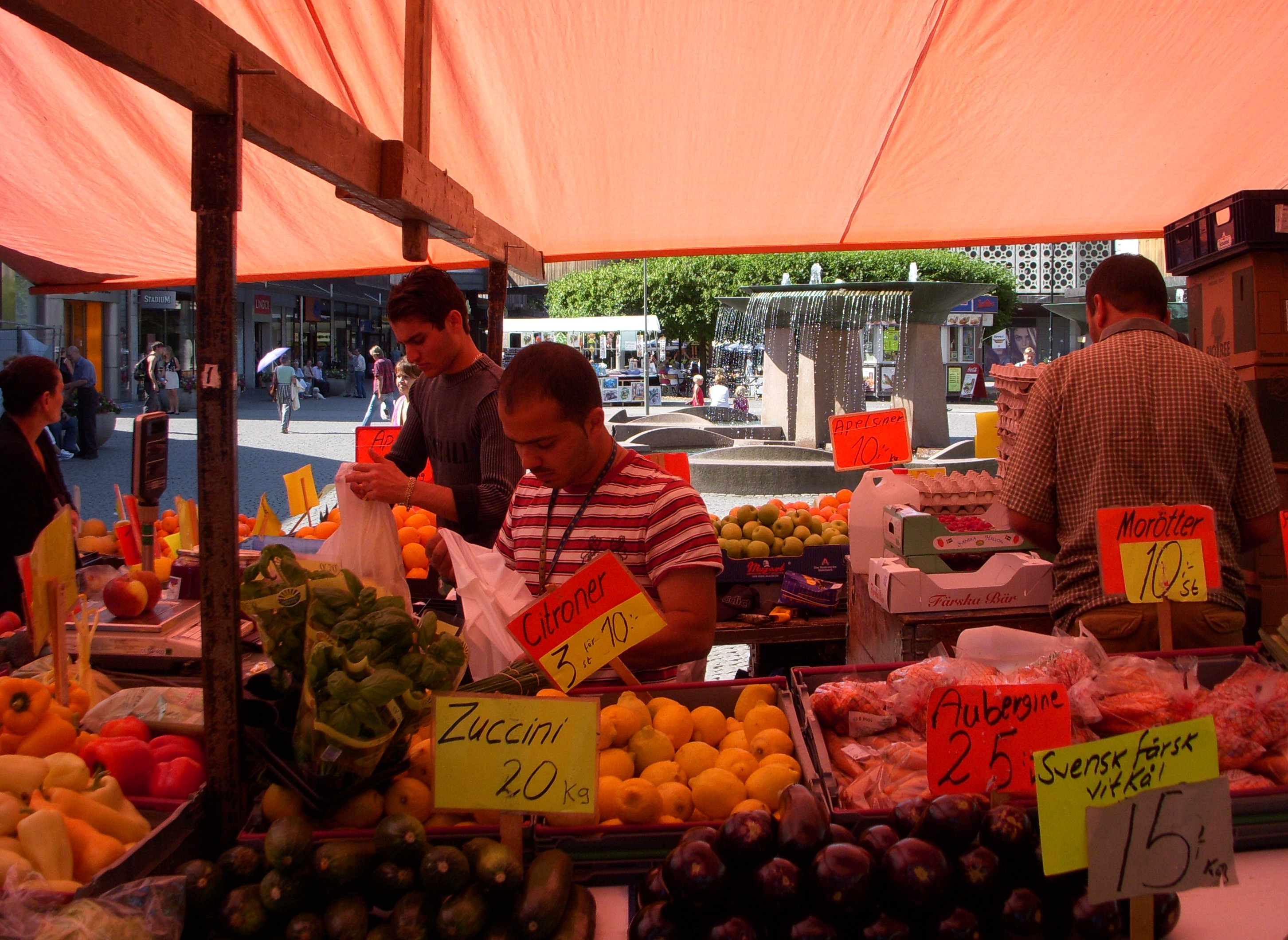
Torghandeln 2009